# Borys (Razumow)
Borys, imię świeckie Wangeł Simow Razumow (ur. 8 listopada 1888 w Dźawacie, zm. 8 listopada 1948 w Kołarowie) – bułgarski biskup prawosławny.

## Życiorys
Ukończył trzy klasy gimnazjum w Edirne z wysokimi wynikami w nauce. Jego ojciec zginął w powstaniu ilindeńskim, walcząc w oddziale Georgiego Sugarewa. W 1904 wyjechał do Konstantynopola. Wykształcenie teologiczne uzyskał w seminarium duchownym Patriarchatu Konstantynopolitańskiego na wyspie Chalki w 1910. Stypendium na naukę ufundował mu egzarcha Bułgarii Józef, który dostrzegł go w konstantynopolitańskiej bułgarskiej cerkwi św. Szczepana. 10 lipca 1910 złożył wieczyste śluby mnisze przed metropolitą newrokopskim Hilarionem, po czym został wyświęcony na hierodiakona. Służył w cerkwi domowej przy rezydencji egzarchów Bułgarii w Konstantynopolu. W 1911 wyjechał do Czerniowców, gdzie ukończył w 1915 studia teologiczne na miejscowym uniwersytecie.
Po powrocie do Bułgarii przez rok był wykładowcą w szkole dla duchowieństwa w Monasterze Baczkowskim oraz w seminarium duchownym w Płowdiwie. W 1916 ponownie wyjechał na studia, tym razem do Wiednia; następnie obronił dysertację doktorską w dziedzinie filozofii w Czerniowcach. 25 listopada 1917 został wyświęcony na hieromnicha przez metropolitę płowdiwskiego Maksyma. W latach 1917–1922 był przedstawicielem Bułgarskiego Kościoła Prawosławnego w Budapeszcie.
Po powrocie do Bułgarii otrzymał godność archimandryty, został protosynglem metropolii sofijskiej (funkcję tę pełnił w latach 1923–1924), kierownikiem oddziału kulturowo-oświatowego przy Świętym Synodzie Bułgarskiego Kościoła Prawosławnego oraz proboszczem parafii katedralnej przy soborze św. Aleksandra Newskiego w Sofii (1924–1926). W 1925 opracował przyjętą następnie przez Synod regułę dla stauropigialnych klasztorów w Bułgarii. W 1926 został rektorem seminarium duchownego w Sofii, którym pozostawał przez pięć lat. W 1931 mianowano go sekretarzem Świętego Synodu Bułgarskiego Kościoła Prawosławnego.
Jego chirotonia biskupia miała miejsce wcześniej, 4 grudnia 1930. Pięć lat później objął katedrę newrokopską. W 1940 wprowadził w swojej eparchii obowiązek codziennego odprawiania nabożeństw w każdej cerkwi. Doprowadził do wzniesienia 20 nowych świątyń. Przeniósł rezydencję biskupią do Gornej Dżumai. W 1945 uczestniczył w spotkaniu biskupów Egzarchatu Bułgarskiego oraz Patriarchatu Konstantynopolitańskiego, w czasie którego przywrócone zostały wzajemne relacje między Kościołami, zerwane po utworzeniu w 1870 Egzarchatu Bułgarskiego.
Do komunistycznych władz Bułgarii powojennej odnosił się jednoznacznie negatywnie.
Zginął w 1948 w czasie objazdu eparchii, zamordowany przed cerkwią w Kołarowie, po odprawieniu w niej Świętej Liturgii, przez byłego duchownego (pozbawionego kapłaństwa) Iliję Stamenowa, według niektórych źródeł z poduszczenia władz komunistycznych, które niepokoiła aktywność duchownego i jego wpływy. W czasie jego pogrzebu przewodniczący Synodu Bułgarskiego Kościoła Prawosławnego, metropolita dorostolsko-czerweński Michał, nazwał go „sumieniem Bułgarskiego Kościoła Prawosławnego”. Został pochowany w katedralnym soborze Wprowadzenia Matki Bożej do Świątyni w Gornej Dżumai.
Autor tomu wierszy „Polety”, wydanego w 1934 pod pseudonimem Iwajło Orlin. Biegle posługiwał się 13 językami.
W 2016 Bułgarski Kościół Prawosławny poinformował o rozpoczęciu przygotowań do jego kanonizacji.